# Lísková (Svatava)

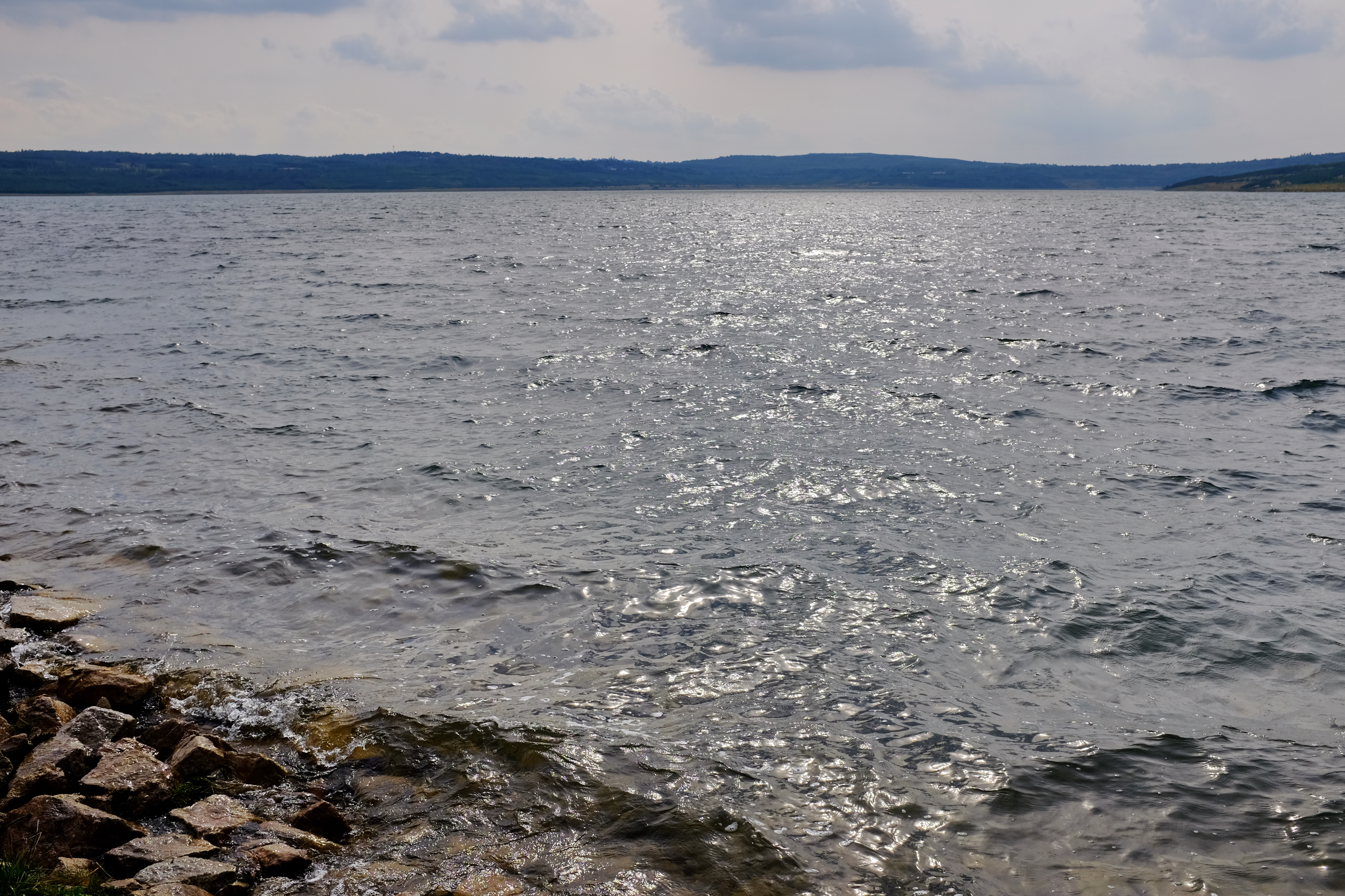
Der Medardsee bei Lísková

Lísková, bis 1947 Haselbach, ist eine Wüstung in Tschechien. Das abgebaggerte Dorf lag anderthalb Kilometer westlich von Sokolov (Falkenau an der Eger). Die Dorfstelle liegt heute nahe dem Ostufer im Wasser des Medardsees. Die Wüstung Lískova gehört zur Grundsiedlungseinheit Čistá der Minderstadt Svatava (Zwodau) und ist Teil des Katastralbezirkes Čistá u Svatavy.

## Geographie
Das Platzdorf Lísková befand sich linksseitig der Eger (Ohře) an deren Zufluss Haselbach im Falkenauer Becken.
Umliegende Ortschaften waren Špic (Spitz) und Davidov (Davidsthal) im Norden, Svatava (Zwodau) und Šenvert (Schönwerth) im Nordosten, Sokolov (Falkenau an der Eger) im Osten, Dolní Rychnov (Unterreichenau) im Südosten, Citice (Zieditz) im Süden, Dvory (Maierhöfen), Kytlice (Kitlitzdorf) und Bukovany (Buckwa) im Südwesten, Habartov (Habersbirk) und Hrádek (Pürgles) im Westen sowie Kluč (Rad) und Čistá (Lauterbach Dorf) im Nordwesten.

## Geschichte
Die erste Erwähnung des zur Herrschaft Falkenau gehörigen Dorfes Haselbach erfolgte 1454. Besitzer waren zu dieser Zeit die Grafen Schlick, die die Herrschaft nach der Schlacht am Weißen Berg im Jahre 1622 durch Konfiskation verloren, und ab 1627 die katholischen Grafen von Nostitz-Rieneck. Um 1800 begann der Abbau von Braunkohle bei Hasselbach.
Im Jahre 1845 bestand das im Elbogener Kreis gelegene Dorf Haselbach bzw. Haßlbach aus 30 Häusern mit 218 deutschsprachigen Einwohnern, darunter einer jüdischen Familie. Haupterwerbsquellen waren die Landwirtschaft und der Bergbau. Im Ort gab es eine Schule mit einem von der Gemeinde unterhaltenen Lehrer. Nach Haselbach konskribiert waren der herrschaftliche Meierhof Außenhof bzw. Außner Hof mit einem dominikalen Branntweinhaus, die herrschaftliche Ziegelhütte mit drei Dominikalhäuschen sowie die dominikalen Schäfereien Haselbüchel und Hannemann. Bei Haselbach wurden Kohlenbrüche betrieben. Pfarrort war Lanz. Bis zur Mitte des 19. Jahrhunderts blieb Haselbach der Fideikommissherrschaft Falkenau untertänig.
Nach der Aufhebung der Patrimonialherrschaften bildete Haselbach ab 1850 einen Ortsteil der Gemeinde Zwodau im Gerichtsbezirk Falkenau. Ab 1868 gehörte Haselbach zum Bezirk Falkenau. Im Jahre 1869 bestand das Dorf aus 37 Häusern und hatte 266 Einwohner. 1877 löste sich Haselbach von Zwodau los und bildete eine eigene Gemeinde. Mit der Intensivierung des Braunkohlenabbaus ging auch ein Anstieg der Einwohnerzahl einher; die Hahnemannsche Kolonie wurde als Arbeitersiedlung gegründet. Im Jahre 1900 hatte Haselbach 826 Einwohner, 1910 waren es 760. Zur Gemeinde gehörten in dieser Zeit die Ansiedlungen Alte Ziegelei, Am Berg, Am Gabel, Am Hammel, Außenhof, Hahnemannsche Kolonie, Kuppelhut, Neuschacht, Rangierbahnhof und Ziegelei. Nach dem Ersten Weltkrieg zerfiel der Vielvölkerstaat Österreich-Ungarn, das Dorf wurde 1918 Teil der neu gebildeten Tschechoslowakischen Republik. Im Jahre 1919 wurde neben der zweiklassigen deutschen Schule auch eine tschechische Minderheitenschule eröffnet. Beim Zensus von 1921 lebten in den 63 Häusern von Haselbach 872 Personen, davon 743 Deutsche und 117 Tschechen. Der weitaus überwiegende Teil der Kohlenfelder um Haselbach befand sich zur Mitte der 1920er Jahre im Besitz der Montan- und Industrialwerke, vorm. Joh. David Starck, die den Kohleabbau in den Tiefbauzechen „Anton“, „Maurizi“ und „Britannia“ sowie im Tagebau in der Grube „Medardi“ betrieben; Fischers Glanzkohlenzeche war Betreiberin der Grube „Laurenzi“. 1930 lebten in den 75 Häusern von Haselbach 933 Menschen. Nach dem Münchner Abkommen wurde Haselbach 1938 dem Deutschen Reich zugeschlagen und gehörte bis 1945 zum Landkreis Falkenau an der Eger. Im Jahre 1939 hatte die Gemeinde 675 Einwohner. In Haselbach hatten drei Bergbaubetriebe ihren Betriebssitz. Der Tiefbau „Agnesschacht Haselbach“ hatte 1938 167 Beschäftigte (davon 94 Arbeiter u. T. und 58 ü. T.), im Jahr darauf war die Beschäftigtenzahl auf 240 angestiegen; die Braunkohlenförderung stieg im selben Zeitraum von 105.255 t auf 172.623 t. Die Grube "Medardi" arbeitete im Tagebaubetrieb mit schiefer Ebene, sie hatte 1938 55 Beschäftigte (davon 19 Arbeiter im Tagebau und 29 ü. T.), im Jahr darauf war die Beschäftigtenzahl auf 69 angestiegen; die Braunkohlenförderung stieg im selben Zeitraum von 87.627 t auf 123.295 t. Eigentümerin beider Gruben waren die Montan- und Industrialwerke, vorm. Joh. David Starck in Unterreichenau. Die „Felizianschächte II und III“ der Zieditz-Haberspirker Braun- und Glanzkohlen-Gewerkschaft förderten ebenfalls im Tiefbau und hatten 1938 144 Beschäftigte (davon 77 Arbeiter u. T. und 55 ü. T.), im Jahr darauf war die Beschäftigtenzahl auf 185 angestiegen; die Braunkohlenförderung stieg im selben Zeitraum von 88.226 t auf 123.036 t. Im Jahre 1941 errichteten die Montan- und Industriewerke AG in Haselbach eine Werkschule (Bergberufsschule Haselbach). Nach der Aussiedlung der deutschen Bewohner nach Ende des Zweiten Weltkrieges wurde Haselbach mit Tschechen wiederbesiedelt. In Folge der Unterfahrung des Dorfes durch Braunkohlentiefbaue entstanden 1946 erste Bergschäden, die dazu führten, dass ein Teil der Häuser von Haselbach wegen Einsturzgefahr geräumt werden musste. 1947 wurde das Dorf in Lísková umbenannt. Der örtliche Nationalausschuss (MNV) Lísková stellte Ende 1948 seine Tätigkeit ein. Im Jahre 1950 lebten in den 44 Häusern von Lísková nur noch 322 Personen. 1952 erfolgte die offizielle Eingemeindung nach Svatava. In der Mitte der 1950er begann die Erweiterung des Tagebaus Medard zum Großtagebau; im Zuge dieser Arbeiten wurde 1956 das Dorf Lísková vollständig devastiert. Im Jahre 1980 sind für Lísková drei Häuser und zehn Einwohner aufgeführt; dabei dürfte es sich um Werkswohnungen der Grube Medard gehandelt haben. Zwischen 1976 und 1990 gehörte das Gebiet zur Stadt Sokolov, seit dem 24. November 1990 ist die Wüstung wieder Teil der Gemeinde Svatava. Beim Zensus von 1991 und den nachfolgenden war Lísková unbewohnt. Nachdem im März 2000 die Kohlenförderung im Großtagebau Medard eingestellt worden war, begannen die Rekultivierungsarbeiten. Nach der Flutung des Restloches entstand der Medardsee mit einer Wasserfläche von 500 ha.